# پارک ملی جزایر شانتار
پارک ملی جزایر شانتار (انگلیسی: Shantar Islands National Park) یک پارک ملی حفاظت‌شده در سرزمین خاباروفسک کشور روسیه است.